# تاکشی یونزاوا
تاکشی یونزاوا (انگلیسی: Takeshi Yonezawa؛ زادهٔ ۶ فوریهٔ ۱۹۶۹) بازیکن فوتبال اهل ژاپن است.
از باشگاه‌هایی که در آن بازی کرده‌است می‌توان به باشگاه فوتبال جوبیلو ایواتا و باشگاه فوتبال گامبا اوساکا اشاره کرد.